# クラーク・ゲイフォード

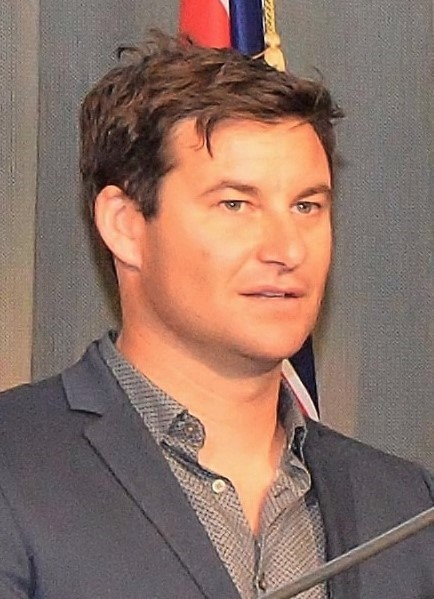
2017年撮影

クラーク・ティモシー・ゲイフォード(1976年10月24日 -、英語: Clarke Timothy Gayford)は、ニュージーランドのテレビ・ラジオアナウンサー、司会者。妻は第40代ニュージーランド首相であるジャシンダ・アーダーン。ニュージーランド北島のギズボーン地方ギズボーンに生まれた。
クライストチャーチの専門学校でジャーナリズムを学び、ラジオパーソナリティや旅行番組のガイドとして働く。少年時代からの趣味であった釣りを活かし、釣り番組の司会者として番組を制作し、ナショナル・ジオグラフィックを通して世界35カ国で放映された。
ジャシンダ・アーダーンとは、彼女が議員二期目であった2012年にイベントMCとして出会い、パートナーとなる。長く事実婚であったが、2018年6月に第一子（女児）が生まれ、2019年4月に婚約した。